# Paggooien

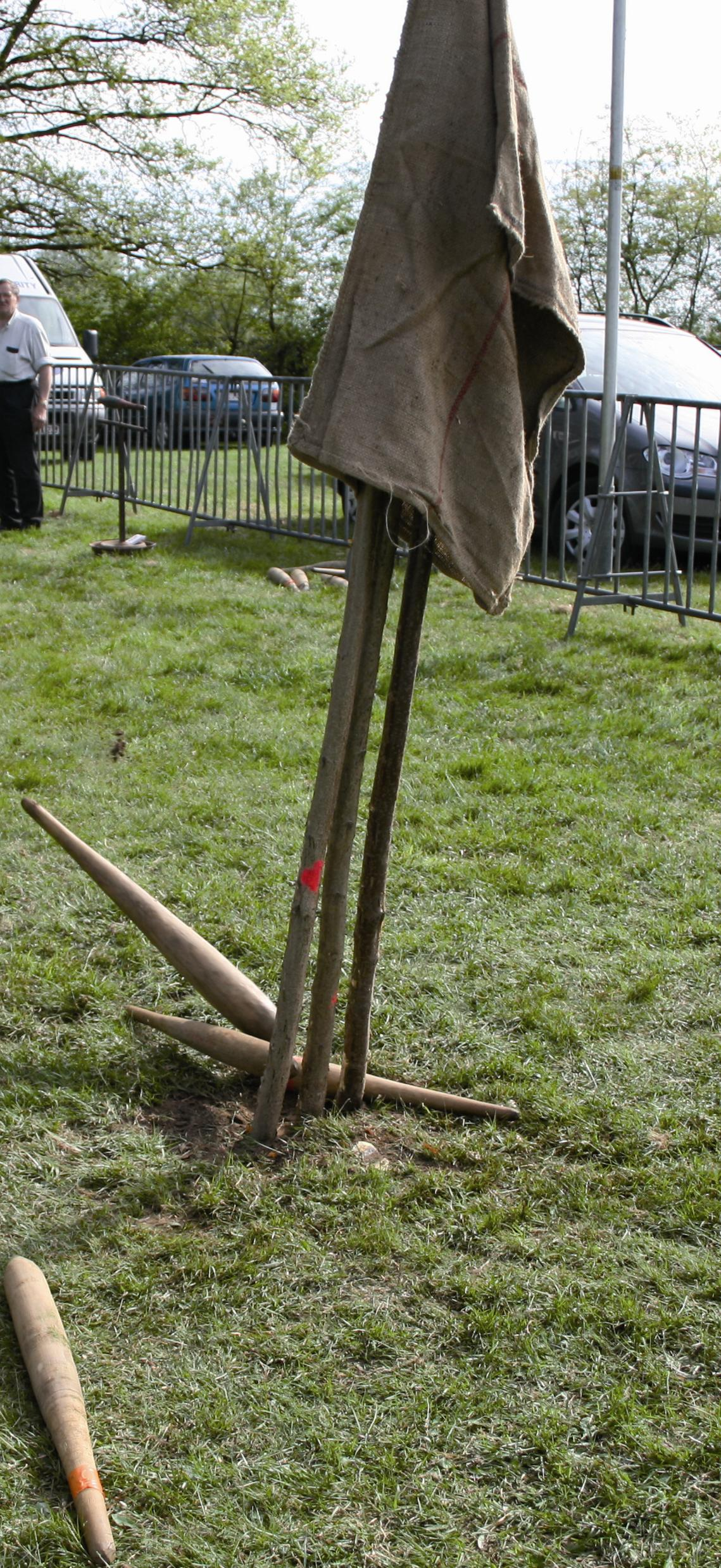
Paggooien

Paggooien is een eeuwenoude werpsport waarbij een knots tussen een driepikkel moet geworpen worden. Deze sport wordt nog in Limburg beoefend.

## Geschiedenis
Over de geschiedenis van het paggooien valt weinig met zekerheid te zeggen. Vast staat wel dat het paggooien werd teruggevonden in het Limburgse Alken. Of het een ruimer verspreidingsgebied heeft gekend, is niet geweten. Een mogelijke verklaring die de ronde doet, is dat het spel is ontstaan doordat de boeren de bieten naar een in de grond geslagen staak of 'pag' gooiden om ze dan later op de kar te laden. Het woord pag zou dus staan voor het doel en niet voor de werpknots zelf, zoals het tegenwoordig gebruikt wordt.

## Spelregels
Deze sport wordt gespeeld met teams van 3 spelers die tegen elkaar uitkomen. De samenstelling van de ploeg kan onderling afgesproken worden, maar kan ook beslist worden door een opworp naar het doel. De spelers met de beste worp vormen dan een ploeg.
Paggooien wordt in ploegverband gespeeld op een open terrein, waarop drie palen van ongeveer twee meter in de grond staan. Ze staan op een lijn op tien à twaalf cm van elkaar en worden bovenaan vastgebonden. Er wordt gegooid met een houten knots, de pag. Een pag weegt ongeveer drie kg en heeft een lengte van 80 cm. Met de pag wordt van op ongeveer vijftien meter afstand naar de driepikkel gemikt. De kunst bestaat erin de pag tussen de palen te doen belanden. Als dat lukt, wordt er een dubbeltreffer gescoord. Lukt dit niet, dan telt de knots die het dichtst bij de middelste paal ligt voor één punt.